# FMA I.Ae. 41
Die FMA I.Ae. 41 Urubú war ein Segelflugzeug des argentinischen Herstellers Fábrica Argentina de Aviones.

## Geschichte
Um einer Forderung einiger argentinischer Fliegerclubs nach einem zweisitzigen Segelflugzeug mit nebeneinander befindlichen Sitzen nachzukommen, wurde vom Instituto Aerotécnico unter der Teamleitung von Reimar Horten ein weiteres Nurflügelsegelflugzeug konstruiert.

## Konstruktion
Die Konstruktion der I.Ae. 41 (auch Horten XVc genannt) beruhte im Wesentlichen auf der I.Ae. 34, wies jedoch, außer verbesserten Flugeigenschaften, ein breiteres Tragflächenmittelstück auf, um zwei Sitze nebeneinander in einem geschlossenen Cockpit unterzubringen. Das Flugzeug hatte wie seine Vorgängerin nach hinten gepfeilte Tragflächen, war im Mittelteil aus Sperrholz gefertigt und der Rest der Tragfläche, eine mit Stoff bespannte Holzkonstruktion. Weiters verfügte die Urubú über zwei ausfahrbare, gefederte Räder in Tandemkonfiguration.

## Technische Daten
| Kenngröße                   | Daten                |
| --------------------------- | -------------------- |
| Besatzung                   | 1                    |
| Passagiere                  | 1                    |
| Länge                       | 4,40 m               |
| Spannweite                  | 18 m                 |
| Höhe                        | 1,9 m                |
| Flügelfläche                | 27 m²                |
| Flügelstreckung             | ?,?                  |
| Gleitzahl                   | 24                   |
| Geringstes Sinken           | 0,85 m/s bei 65 km/h |
| Leermasse                   | 250 kg               |
| max. Startmasse             | 410 kg               |
| max. Schleppgeschwindigkeit | 200 km/h             |

## Erhaltene Exemplare
Ein Exemplar ist im Museo Nacional de Aeronáutica de Argentina in Morón ausgestellt.